# 172 Baucis
Baucis /ˈbɔːsɪs/ (định danh hành tinh vi hình: 172 Baucis) là một tiểu hành tinh kiểu S, khá lớn ở vành đai chính.
Ngày 5 tháng 2 năm 1877, nhà thiên văn học người Pháp Alphonse L. N. Borrelly phát hiện tiểu hành tinh Baucis khi ông thực hiện quan sát tại Đài thiên văn Marseille và đặt tên nó theo tên nhân vật truyền thuyết Baucis và Philemon trong thần thoại Hy Lạp.